# Municipio de Gómez Farías (Jalisco)
Gómez Farías es un municipio de la Región Sur del estado de Jalisco, México. Según el Censo de Población y Vivienda 2020, tiene una población de 16,431 habitantes.

## Toponimia
Esta región era llamada por los aborígenes Cuateoponahuastitlán, que significa: ‘Lugar entre árboles de huaje o tepenahuastli’. Se le conoce todavía como San Sebastián, a pesar de haber sido rebautizado como «Gómez Farías», en honor a Valentín Gómez Farías, político liberal que llegó a ser Presidente de México. Actualmente existe un amplio interés por parte de los pobladores para recuperar el nombre original de la población, tal como ha sucedido ya con Zapotlán el Grande y con San Gabriel.

## Historia
Su primitivo sitio estuvo cerca de la laguna. Por los tesoros arqueológicos encontrados se comprueba que antes de las razas toltecas, chichimecas y nahuatlacas, este vasto territorio ya estaba ocupado por razas antiquísimas. Mudó el sitio en donde ahora se encuentra, lugar más alto, hacia el oriente, debido a las inundaciones que sufrieron las chozas de los aborígenes. Estos se dedicaban a la pesca y a la caza. Estuvieron sometidos al monarca purépecha. Tenían el cielo por deidad y lo denominaban Yitutl, que significa ‘verde y amarillo’. Había 9 cielos en donde estaba un cihuapilli (‘señora’), a la que llamaban Ehjacueye, señora que tiene faldallín de cuero, y que tenían por madre.
Esta región fue descubierta y conquistada por el capitán Cristóbal de Olid y por el también capitán Juan Rodríguez de Villafuerte, durante el invierno de 1521 a 1522. En 1523 el conquistador Alonso de Ávalos llegó al lugar quedando sujeto a la Provincia de Ávalos. Se desconoce el decreto de su creación pero se presume su existencia como subdivisión territorial antes de 1824 por una nota aclaratoria en la compilación de decretos del 11 de noviembre de 1935, entendida como San Sebastián del exnoveno cantón. Desde 1825 perteneció al 4.º cantón de Sayula y desde 1887 al 9.º cantón de Zapotlán el Grande que en 1910 fue el 6.º, o sea, Ciudad Guzmán. Cambia su denominación por el de Gómez Farías en honor de Valentín Gómez Farías el 17 de diciembre de 1943, mediante decreto número 4590.

## Descripción geográfica

### Ubicación
El municipio de Gómez Farías se localiza en la región Sur del estado de Jalisco. Sus municipios colindantes son Zapotlán El Grande, Tamazula de Gordiano, San Gabriel, Atoyac, Concepción de Buenos Aires y Sayula. Tiene una extensión territorial de 362.75 kilómetros cuadrados.
El municipio colinda al norte con los municipios de Sayula, Atoyac y Concepción de Buenos Aires; al este con los municipios de Concepción de Buenos Aires y Tamazula de Gordiano; al sur con los municipios de Tamazula de Gordiano y Zapotlán el Grande; al oeste con el municipio de San Gabriel y el municipio de Sayula.

## Medio físico
El 39.2% del municipio tiene terrenos de lomeríos y la roca predominante es la toba (64.7%), rocas ígneas de origen explosivo, formadas por material volcánico suelto o consolidado.El suelo predominante es el cambisol (34.7%), son suelos jóvenes, poco desarrollados, presentan en el subsuelo vestigios del tipo de roca subyacente. Se destinan a muchos usos y sus rendimientos son variables dependiendo del clima. De moderada a alta susceptibilidad a la erosión. El bosque (55.0%) es el uso de suelo dominante en el municipio.

### Hidrografía
Los tipos de recursos hídricos del municipio están constituidos por aguas subterráneas, ríos y lagos. El territorio está ubicado dentro de 4 acuíferos de los cuales el 1.0% no tienen disponibilidad y el 99.0% se encuentra con disponibilidad de agua subterránea.
El territorio municipal está dentro de las cuencas Laguna de Sayula A, Laguna de Sayula B, Laguna de Zapotlán, Quito de las cuales el 99.3% tienen disponibilidad y el 0.7% presentan déficit de disponibilidad de agua superficial.
Sus recursos hidrológicos son proporcionados por los ríos San Gregorio y Las Calabazas. Los arroyos: El Revolcadero y San Jerónimo, Alzadita, Los Sauces, San Sebastián, Agua Buena, San Aparicio y otros más. También se encuentra la laguna de Zapotlán.

### Clima, temperatura y precipitación
La mayor parte del municipio de Gómez Farías (51.9%) tiene clima semicálido semihúmedo. La temperatura media anual es de 16.1 °C, mientras que sus máximas y mínimas promedio oscilan entre 27.2 °C y 4.1 °C respectivamente. La precipitación media anual es de 1,174 mm. El régimen de lluvias se registra de junio a septiembre. El promedio anual de días con heladas es de 120. Los vientos dominantes son en dirección del suroeste.

## Áreas naturales protegidas
El municipio no cuenta con algún árean natural protegida tipificada dentro de su territorio.

## Sequía
A nivel municipal la sequía moderada es la que tiene una mayor distribución con un 41.6%, seguido por la extrema, severa y excepcional ubicadas con una distribución de 22, 19 y 9 por ciento respectivamente.

## Flora y fauna
Existen bosques formados por pinos, robles, encino. Además hay árboles frutales de forma silvestre tales como guayabos y chirimoyos. El venado, el mapache, el coyote, la gallina silvestre y los pichones o palomas que habitan esta región.

## Infraestructura
El municipio cuenta con 16 servicios públicos, de los cuales destacan 26 escuelas, seguido de 11 instalaciones deportivas o recreación y 10 templos.

### Salud
De acuerdo con los registros de la secretaría de salud, en el municipio se encuentran 7 unidades de servicio de salud como lo son consultorios, hospitales generales y especializados, oficinas administrativas, farmacias, laboratorios, unidades de medicina familiar, de especialidades médicas y móviles. De las cuales 6 corresponden a la Secretaría de Salud (SSJ) y 1 unidad de salud es del Instituto Mexicano del Seguro Social (IMSS).

## Demografía y localidades
Según el Censo de Población y Vivienda 2020, su población en ese año era de 16,431 personas; de las cuales el 49.2 por ciento eran hombres y 50.8 por ciento mujeres. Comparando este volumen poblacional con el del año 2015 14,278 habitantes), se observa que la población municipal aumentó un 15.08 por ciento en cinco años.

### Localidades
En 2020 Gómez Farías contaba con 12 localidades, de éstas, 1 eran de dos viviendas y 2 de una. La localidad de San Sebastián del Sur era la más poblada, con 8,909 personas, que representaban el 54.2% de la población del municipio; le seguía San Andrés Ixtlán con el 35.1%, El Rodeo con el 5.7%, Ejido Uno de Febrero (San Nicolás) con el 1.8% y Cofradía del Rosario con el 1.2% del total municipal.
| Código INEGI    | Localidad             | Población (2020) |
| --------------- | --------------------- | ---------------- |
| 140790001       | San Sebastián del Sur | 8 909            |
| 140790030       | San Andrés Ixtlán     | 5 768            |
| 140790029       | El Rodeo              | 937              |
| 140790032       | Uno de Febrero        | 302              |
| 140790013       | Cofradía del Rosario  | 195              |
| 140790014       | El Corralito          | 189              |
| 140790008       | La Calavera           | 55               |
| 140790026       | Los Ocuares           | 29               |
| 140790087       | Jesús Aranda          | 17               |
| 140790011       | Cerrillos             | 16               |
| 140790073       | Ramón Núñez           | 10               |
| 140790065       | Ninguno               | 4                |
| Total municipal | Total municipal       | 16 431           |

## Migración
El índice de intensidad migratoria se ubicó en 63.28 puntos lo que refleja un grado de intensidad migratoria Bajo

## Pobreza por carencia social
Respecto a las carencias sociales en 2020, destaca que el indicador de carencia por acceso a la seguridad social es el acceso a la seguridad social, con un 59.2 por ciento, que en términos absolutos representa 10,612 habitantes. En contraste, el que menos proporción de población presentó fue el de calidad y espacios de la vivienda, con el 15.9 por ciento. Otros indicadores como acceso a la salud, a servicios básicos de la vivienda, rezago educativo y acceso a la alimentación se ubicaron en el 26.8, 26.6, 23.2 y 18.8 por ciento respectivamente.

## Economía y empleo
Conforme a la información del Directorio Estadístico Nacional de Unidades Económicas (DENUE) de INEGI, el municipio de Gómez Farías cuenta con 775 unidades económicas al mes de mayo de 2024 y su distribución por sectores revela un predominio de establecimientos dedicados a Comercio, siendo estos el 46.97% del total en el municipio.

### Empleos
Para junio de 2024 el IMSS reportó un total de 2,354 trabajadores asegurados, lo que representó para el municipio de Gómez Farías una disminución anual de 160 trabajadores en comparación con el mismo mes de 2023, debido a la baja del registro de empleo formal de algunos de sus grupos económicos principalmente el de Fabricación de alimentos. En función de los registros del IMSS el grupo económico que más empleos presentó dentro del municipio de Gómez Farías fue el de Agricultura, ya que en junio de 2024 registró un total de 1,157 trabajadores concentrando el 49.15% del total de asegurados en el municipio. El segundo grupo económico con más trabajadores asegurados fue el de Fabricación de alimentos, que para junio de 2024 registró 275 trabajadores asegurados que representan el 11.68% del total de trabajadores asegurados a dicha fecha. El tercer grupo con mayor número de asegurados es el de Industria y productos de madera y corcho; excepto muebles con el 6.12%.

## Índice de desarrollo municipal (IDM)
Gómez Farías obtiene un desarrollo institucional Medio con un IDM-I de 59.6.

## Promedio mensual de carpetas de investigación abiertas
Durante el periodo de junio de 2023 a mayo de 2024, se abrieron un total de 215 carpetas de investigación con un promedio mensual de 18 carpetas abiertas en donde el delito con más investigado fue el de otros robos.

## Turismo

### Artesanías
Elaboración de diferentes utensilios como petates, sopladores de fibras vegetales, llamadas tule, canastillas, sombreros y adornos de Otate y carrizo, sillas elaboradas en madera rústica y tejidas con tule e ixtle, cinturones tejidos en Ixtle y tule.

### Iglesias
En el Pueblo de San Sebastián del Sur: Parroquia de San Sebastián Mártir (CENTRO), Santuario de la Virgen de Guadalupe (EN COL. Las Cruces y Cruz Roja), Capilla del Refugio (EN COL. El Refugio), capilla del Señor De la Misericordia (EN COL. El Fresno), la capilla de Santa Cecilia (EN COL. Santa Cecilia) y la capilla De Santo Toribio (EN COL. Iprovipe).
En el pueblo de San Andrés Ixtlán: Parroquia de San Andrés y Santuario de Guadalupe.

### Lagos
- Lago de Zapotlán.

### Parques y reservas
- Sierra de las Mascarillas.
- Sierra del Tigre.
- Sierra los Manzanillos.
- Cerro Los Charcos.

### Sitios históricos
- Hacienda de La Cofradía del Rosario.

## Fiestas

### Fiestas religiosas
- Fiesta en el pueblo de San Sebastián del Sur, en honor a San Sebastián Mártir: La Fiesta Eterna Principal. Va de los días 6 al 20 de enero y del 21 al 6, 7 u 8 de febrero.
- Fiesta en honor de a la Virgen de la Candelaria el 2 de febrero.
- Fiesta de los santos patrones de cada colonia, Las cruces (3 de mayo), El Corpus Christi (en junio), la virgen de Guadalupe 12 diciembre, etc.
- En el pueblo de San Andrés, el 30 de noviembre.

## Gobierno
Su forma de gobierno es democrática y depende del gobierno estatal y federal; se realizan elecciones cada 3 años, en donde se elige al presidente municipal y su gabinete.